# 中国人民解放军陆军合成第二三五旅
合成第二三五旅（英語：235th Combined Arms Brigade），又称“济南第一团”，是中国人民解放军陆军第七十一集团军下辖的一个重型合成旅，驻地安徽省滁州市。

## 概述
该旅最早编制可追溯至1935年12月成立的昆嵛山红军游击队，与刘志丹领导的陕北红军齐名，成为山东唯一的红军武装、中国北方仅有的两支红军武装之一。但是昆嵛山红军游击队并非经过整编的中国工农红军正规军，所以其许多历史已不可考。
1937年12月24日，时任昆嵛山红军游击队领导人于得水发起天福山起义，成立山东人民抗日救国军第三军，为本部队以及中国人民解放军第二十七军的前身。
抗日战争结束后，编为华野第九纵队第二十五师。在济南战役中，该师第七十三团首先突破济南内城。被中央军委授予“济南第一团”荣誉称号，这是解放军在建国前被中央军委命名的成建制的两个英雄团之一。
建国后，该部队在1970年成为首批由骡马化转为摩托化的陆军师之一，是军事现代化中优先试点的师之一。1998年被取其下属“二三五团”的番号改编为“二三五旅”，2017年后为现有编制。

## 沿革
参考资料：
| 部隊番號                         | 使用時期                     |
| -------------------------------- | ---------------------------- |
| 山東人民抗日救國軍第三軍第一大队 | 1937年12月24日-1938年9月18日 |
| 八路军山东游击第五支队           | 1938年9月18日-1939年9月      |
| 山东纵队第五旅                   | 1939年9月-1942年7月1日       |
| 胶东军区第五旅                   | 1942年7月1日-1945年8月       |
| 山东军区第五师                   | 1945年8月-1947年2月          |
| 华东野战军第二十五师             | 1947年2月-1949年2月          |
| 中国人民解放军第七十九师         | 1949年2月-1960年1月          |
| 陆军第七十九师                   | 1960年1月-1970年1月          |
| 陆军摩托化第七十九师             | 1970年1月-1985年4月          |
| 摩托化步兵第七十九师             | 1985年4月-1998年10月         |
| 摩托化步兵第二三五旅             | 1998年10月-2003年4月         |
| 机械化步兵第二三五旅             | 2003年4月-2017年2月          |
| 合成第二三五旅                   | 2017年2月至今                |

## 荣誉
- 济南第一团：原第二十七军第七十九师第二三五团，后七十九师改编为机步二三五旅，2017年转隶陆军第七十一集团军，现为本旅
- 河源西沟战斗第一连、老山作战坚守英雄连：原第二十七军第七十九师第二三五团四连，现为本旅四连。
- 钢八连、即墨城第一连：原第二十七军第七十九师第二三五团四连，现为本旅八连。
- 平度城第一连：原第二十七军第七十九师第二三五团三连，现为本旅三连。